# Korolivka, Fastiv
Korolivka (în ucraineană Королівка) este un sat în comuna Pîlîpivka din raionul Fastiv, regiunea Kiev, Ucraina.

## Demografie
Componența lingvistică a localității Korolivka
     Ucraineană (99,49%)
     Alte limbi (0,51%)
Conform recensământului din 2001, majoritatea populației localității Korolivka era vorbitoare de ucraineană (99,49%), existând în minoritate și vorbitori de alte limbi.